# Peter Richter (Kaufmann)
Peter Richter (* 11. November 1705 in Kölzen; † 16. Januar 1782 in Leipzig) war ein deutscher Kauf- und Handelsmann sowie Rittergutsbesitzer.

## Leben und Wirken
Er entstammte der Leipziger Kaufmanns- und Ratsherrenfamilie Richter, zu der u. a. der Handels- und Ratsherr Thomas Richter (1652–1719), der Leipziger Ratsherr und Kunstsammler Johann Zacharias Richter (1689–1759) sowie der Handels- und Ratsherr Johann Christoph Richter (1689–1751) gehörten.

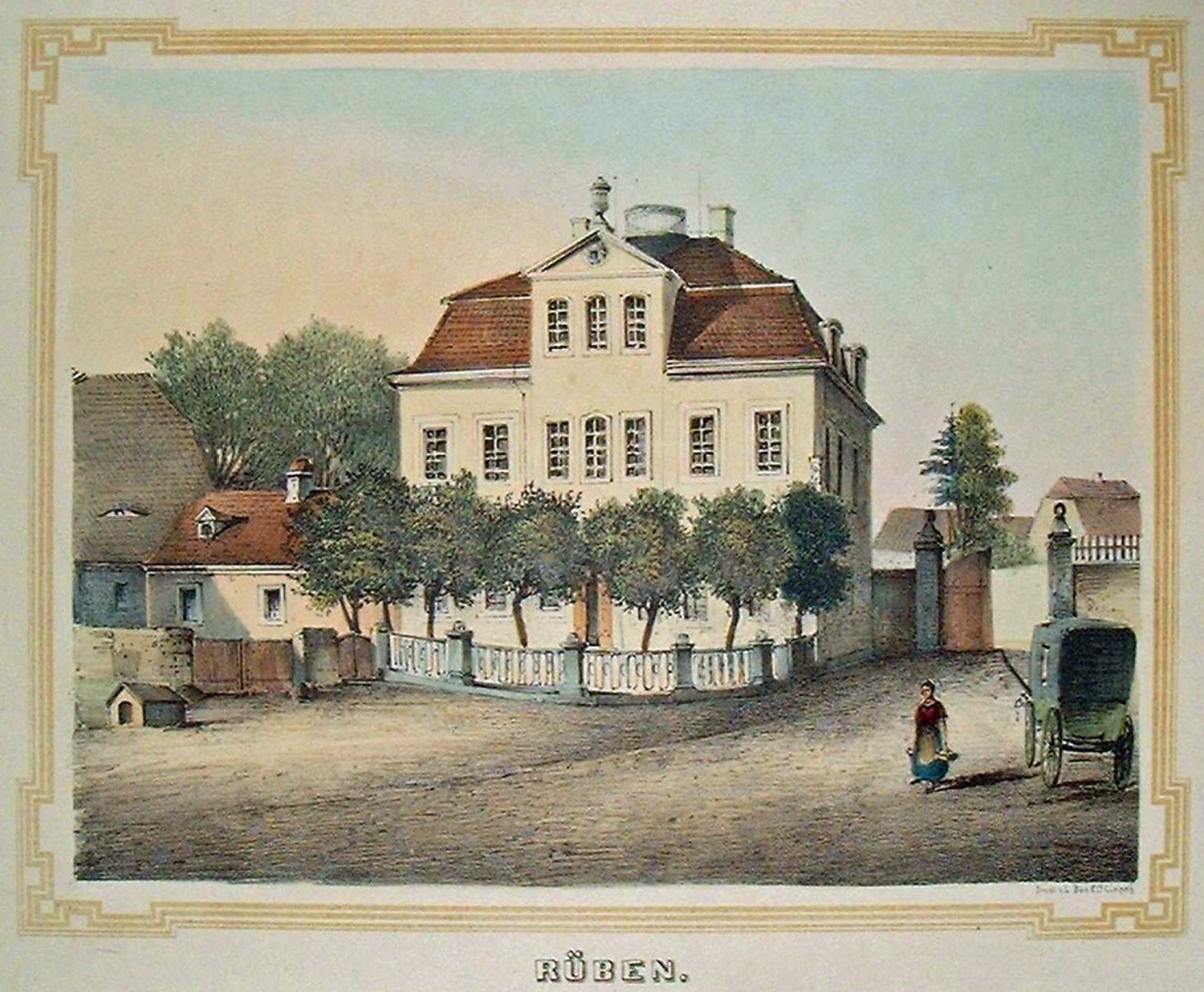
Von Richter umgebautes Herrenhaus des Rittergutes Rüben

Als Kauf- und Handelsmann in der Messestadt Leipzig gelangte er zu Reichtum vor allem durch den Handel mit Waren aus Russland, der es ihm ermöglichte, mehrere Rittergüter im Kurfürstentum Sachsen käuflich von verschuldeten sächsischen Adligen zu erwerben. So kaufte er im Dorf Rüben bei Leipzig das dortige Rittergut. In Rüben stiftete er als Kirchenpatron über 2000 Gulden zum Bau einer neuen Kirche. Die Kirchgemeinde setzte ihm daraufhin ein Denkmal mit folgender Inschrift: „Dem Andenken eines redlichen Mannes und edlen Freundes, Herrn Peter Richter, dachte, lebte, starb als Christ. Geboren den 21. November 1706, gestorben den 16. Januar 1782. Verwandelt sich, um schöner wieder aufzustehen.“
Von einem verschuldeten Vertreter der Familie von Tümpling erwarb er 1768 die Burg Etzoldshain, die er zu einem Schloss ausbaute, und das damit verbundene Rittergut Könderitz.
In Leipzig erinnerte viele Jahre das repräsentative Richter’sche Haus in der Reichsstraße an den emporstrebenden Kauf- und Handelsmann. Hier befanden sich seine Geschäftsräume.
Richter starb ohne Hinterlassung von Kindern und setzte seinen Neffen Johann Christoph Richter als Erben ein.
Sein Grabmal in Form eines Schwibbogens mit prächtigem Deckengemälde befand sich auf dem Alten Johannisfriedhof in Leipzig.